# Brudesøen
Brudesøen (dansk) eller Brautsee (tysk) er en indsø beliggende i Sankt Jørgen ved udkanten af Slesvig by i Sydslesvig. I administrativ henseende hører søen under Slesvig Kommune i Slesvig-Flensborg kreds i den nordtyske delstat Slesvig-Holsten. I den danske tid indtil 1864 hørte søen under Michaelis Sogn (Slesvig landsogn) i Strukstrup Herred (Gottorp Amt, Sønderjylland). Den cirka 7,2 hektar store sø er 400 meter lang og op til 260 meter bred. Den har en maksimal dybde på blot 2 meter. Nord og vest for søen er findes bebyggede byområder. Søbassinet er et dødishul, som er formet af istidens gletsjere for mere end 15.000 år siden. Søen er forpagtet ud til en naturforening. Slesvigs lystfiskerforening har dog ret til at fiske i søen. Der er mulighed for at fange bl.a. karper, gedder, aborrer og ål.
Søens navn er første gang dokumenteret 1641. Navnet er subst. brud. Søen sættes i forbindelse med et sydslesvigsk folkesagn, hvor en ung pige modsatte sig en tvangsbryllup og til sidst døde i søen . Det er den sydligste dokumentation af brudesagnet. Brud(e)søer findes også andre steder i Danmark (f. eks. Feldballe og Egtved sogne). Navnegruppen har relation til traditionerne om brudetogets hjemkørsel fra kirken, af hvis forløb man tog varsler om ægteskabets fremtid. Ulykker på denne færd var dårlige varsler og stederne, hvor ulykkerne skete, var betydningsfulde og værd at mindskes.Johannes Kok skriver Brudsø